# Сергій Машевський
Сергій Машевський (нар. 1975 р., м. Павлодар, Казахська РСР, Радянський Союз) - російсько-німецький лютеранський богослов. З 2013 по 2018 рік обіймав посаду єпископа Німецької Євангелічно-Лютеранської Церкви України (НЄЛЦУ).

## Життєпис

### Навчання
Сергій Машевський народився в російсько-німецькій родині в Казахстані. Вивчав протестантську теологію та філософію в Казахстані. Згодом навчався у духовній семінарії "Конкордія" при Синоді Міссурійської єпархії у м. Форт-Вейн, США.
З 2009 року обіймав посаду пастора громади Німецької Євангелічно-Лютеранської Церкви України у Дніпропетровську. 

### Єпископство і церковні суперечки
У 2013 році він був обраний першим єпископом церкви, який не приїхав з Німеччини, а був обраний самими членами церкви. З того часу він викликає запеклі суперечки. Критики звинувачують його в деспотичному стилі керівництва та фінансовій непрозорості. Машевський змінив весь 15-тисячний штат одеського офісу DELKU. Контракти на відрядження критично налаштованих пасторів Хаска (Київ) і Гамбурга (Одеса) не були продовжені, всупереч схваленню ЄЦН, яка фінансує пасторські округи. Через Машевського з ДЕЛКУ вийшло одинадцять громад. "Машевський встановив диктаторську систему, яка не має нічого спільного з лютеранським розумінням церкви", - сказав його попередник на посаді Уланд Шпалінгер.
Крім того, будучи єпископом, Машевський хотів наблизити церкву до позицій Лютеранської церкви — Міссурійського синоду зі США, яка дотримується консервативних поглядів і входить до Міжнародної лютеранської ради (а не до Всесвітньої лютеранської федерації)[2]. Він відкидав висвячення жінок-пасторів. Машевський відкинув звинувачення в тому, що він хотів відкрити Церкву для інших богословських напрямків. Він звинуватив своїх попередників у фінансовому збагаченні.
У червні 2016 року голова Синоду НЄЦЛУ Костянтин Бурлов-Васильєв зажадав письмового пояснення від Машевського, який прийшов на освячення каплиці в Києві в нетверезому стані й тому не зміг виступити з промовою. У липні 2016 року Машевський звільнив Берлоу і його рідну громаду в Києві з української церкви. Він використовував правові засоби для боротьби за доступ до церковних будівель та нерухомості громад, які вийшли з ДЕЛКУ.
9 жовтня 2018 року Синод НЄЦЛУ більшістю голосів висловив довіру і повноваження єпископу Сержу Машевському та обрав його наступником на один рік ("єпископським візитатором") Павла Шварца, пастора німецької євангелічно-лютеранської парафії Воскресіння Христового м. Харкова, відповідно до статуту. Рішення Синоду про відкликання його з посади не приймалося.
Попри те, що Синод проголосував за його відставку, Машевський все ще бачить себе на посаді, називаючи себе "єпископом всієї України", і має на своєму боці частину парафій. Машевський зміг скасувати державну реєстрацію Павла Чорного як адміністративного голови ДЕЛКУ і тому досі має доступ до його фінансів, нерухомості та автомобілів. З моменту вступу Машевського на посаду членство ДЕЛКУ різко скоротилося: у 2013 році воно налічувало від 2000 до 2500 членів, а навесні 2019 року — конгрегації Шварца і Машевського разом узяті — скоротилося до близько 1000.

### Проповідь від 27 лютого 2022 року з приводу російсько-української війни
27 лютого 2022 року Машевський, якого на сайті Синоду Лютеранської Церкви Міссурі називають "преподобний Серж Машевський, єпископ Євангелічно-Лютеранської Церкви України (ЄЛЦУ)", виголосив проповідь на Євангеліє від Луки 18:31-43 LUT. Повідомляється, що він виголосив її в неділю Естоміхі, 27 лютого 2022 року. Для початку нападу Росії на Україну Серж Машевський знаходить такі слова: 
   "Цього року наша місцева ЄЛЦ вступила в період Великого посту трохи раніше. Україна у вогні. Біда прийшла на нашу землю. 24 лютого почалася війна".
І в інших місцях: 
   "Почалася війна [...] А ми не розуміємо Божих шляхів. Чому? Чому? Як Бог допустив, щоб це сталося? Ми переживаємо страх, паніку, розчарування. Чому це сталося саме з нами? Чому? Харків, Київ, Херсон [...] Чому? [...]

   Ми не маємо жодних ілюзій [...] Наша Церква і раніше переживала гоніння і переслідування з боку держави. Ми знаємо і пам'ятаємо, як за наказом німецького посольства українські урядові служби знищували наші громади. Ми знаємо лицемірство, брехливість і підлість наших чиновників [...] Але ми чітко відрізняємо нинішню владу від нашого народу, нашої країни. І зараз агресія здійснюється не проти влади України, а проти її народу. І ми, Церква, з нашими дітьми, з нашими братами й сестрами стоїмо на сторожі й готові захищати нашу Батьківщину до останньої краплі крові".
У проповіді немає жодної згадки про Росію: ні як про сторону війни, ні про її роль у "розв'язанні війни", ні про її політичне керівництво, ні про її ставлення до України взагалі, ні в історії, ні в сьогоденні.
В іншому матеріалі на вебсайті LCMS, під заголовком "Переворот і вторгнення", конфлікт між ЄЦН і "ЄЛЦУ", описаний вище ("переворот"), і вторгнення Росії в Україну ("вторгнення") розглядаються в контексті — хоча і невисловленому, неясному — контексті. Достатньою підставою для такого зображення, очевидно, є те, що в обох конфліктах Україна і, зокрема, "ЄЛЦУ" (насправді: ДЕЛКУ) з її (тодішнім) єпископом Сержем Машевським розглядаються як жертви: в одному випадку жертва ЄЦН (або "українських урядових служб на замовлення німецького посольства", згідно з проповіддю Машевського), в іншому — жертва Росії. 